# يومو
يومو ( نكو : ߦߏ߭ߡߎ߲߬) هي بلدة ومحافظة فرعية تقع في جنوب شرق غينيا . وهي عاصمة محافظة يومو التابعة لإقليم مامو. يقدر عدد سكانها بـ 29،138 (2008) ينمو من 9،661 (1996).
ويسكن يسكن بلدة تسكنها أغلبية من شعوب الغرزي( الكبيلي ) و المانو (أو مانون). المنطقة المحيطة تحد ليبيريا من الشرق.
عبر عدد من اللاجئين الحدود إلى يومو خلال الحربين الأهليتين الأولى والثانية في ليبيريا ، وهو ما يمثل نموًا في الآونة الأخيرة.